# Learned
Learned es un pueblo ubicado en el Condado de Hinds en el estado estadounidense de Misisipi. En el año 2000 tenía una población de 50 habitantes y una densidad poblacional de 64.6 personas por km².

## Geografía
Learned se encuentra ubicado en las coordenadas 32°11′52″N 90°32′50″O / 32.19778, -90.54722.

## Demografía
Según la Oficina del Censo en 2000 los ingresos medios por hogar en la localidad eran de $40.625, y los ingresos medios por familia eran $46.250. Los hombres tenían unos ingresos medios de $33.750 frente a los $31.250 para las mujeres. La renta per cápita para la localidad era de $18.511. Alrededor del 27.8% de las familias y del 23.2% de la población estaban por debajo del umbral de pobreza.